# Magdalena Martullo-Blocher
Magdalena Martullo-Blocher (Männedorf, 13 agosto 1969) è un'imprenditrice e politica svizzera, miliardaria e figlia dell'ex consigliere federale Christoph Blocher. È azionista di maggioranza, Vicepresidente esecutivo del Consiglio di amministrazione e CEO di Ems-Chemie Holding AG. Dal 2015 è membro del Consiglio nazionale del Cantone dei Grigioni..
Secondo Forbes, nel 2021 ha un patrimonio stimato in 8 miliardi di dollari ed è al 358º posto nella lista delle persone più ricche al mondo.

## Biografia
Figlia dell'industriale svizzero (e poi politico)  Christoph Blocher, che ha acquisito l'azienda chimica svizzera Ems-Chemie nel 1983, ha studiato economia aziendale presso l'Università di San Gallo (HSG).
Dal 1994 al 1996 è stata Product Manager presso Johnson & Johnson. Tra il 1996 e il 2000 ha lavorato come Markting Manager per il dipartimento svizzero presso Rivella AG, un produttore di bevande analcoliche.

### Al vertice EMS-Chemie
Nel gennaio 2001 è entrata a far parte del Gruppo Ems e otto mesi dopo è diventata membro del Consiglio di amministrazione. Dall'agosto 2002 ne è Vice Presidente. Quando suo padre è stato eletto al Consiglio federale nelle elezioni del 2003, ha ceduto la sua partecipazione azionaria ai suoi quattro figli. All'epoca, Martullo-Blocher, che era incinta, ha assunto la direzione dell'azienda nel gennaio 2004. Ora è l'azionista di maggioranza della società EMS-Chemie.

### Politica
Martullo-Blocher è stata eletta membro del Consiglio nazionale nelle elezioni parlamentari svizzere del 2015 in una lista dell'UDC Grigioni. Rimane politicamente attiva nella Commissione per gli affari economici e fiscali (WAK) e nel distretto elettorale. 
È membro della Campagna per una Svizzera indipendente e neutrale.

## Vita privata
È sposata con tre figli e vive a Feldmeilen, in Svizzera.